# Aechmea pyramidalis
Aechmea pyramidalis là một loài thực vật có hoa trong họ Bromeliaceae. Loài này được Benth. mô tả khoa học đầu tiên năm 1846.